# Dvojbříškatý sval
Sval dvojbříškatý, lat. musculus digastricus, je menší sval uložený v horní části krku mezi čelistí a jazylkou. Řadí se mezi svaly nadjazylkové . Vývojově pochází z 1. a 2. embryonálního žaberního oblouku. Proto má i dvojí inervaci.

## Uložení a stavba
Sval je uložen na vnější dolní straně musculus mylohyoideus a za ním. Skládá se ze dvou svalových bříšek, které v sebe plynule přecházejí v místě těla jazylky a rozštěpeného úponu musculus stylohyoideus. Sval je tak stočený.
- přední bříško (venter anterior): začíná vpředu na dolní čelisti ve fossa digastrica a míří k jazylce
- zadní bříško (venter posterior): pokračuje od šlachy připoutané k jazylce na bradavkovitý výběžek (processus mastoideus) kosti spánkové do incisura mastoidea.

Sval dvojbříškatý ohraničuje s dolním okrajem mandibuly charakteristickou krajinu, zvanou trigonum submandibulare.
Přední bříško je tvarem a rozsahem nejvariabilnějším svalem vůbec - může chybět nebo být zdvojeno. Časté také je, že přední bříška obou stran krku jsou spojena a v různém rozsahu si vyměňují svá vlákna.
K zadnímu bříšku se může ojediněle upnout přídatný sval musculus occipitohyoideus, který začíná na prostřední kostěné liště šupiny kosti týlní (linea nuchae superior).

## Funkce
Při fixované dolní čelisti zdvíhá jazylku.

## Inervace
Protože je přední bříško původem z 1. žaberního oblouku, je inervováno V. hlavovým nervem, nervem trojklaným (n. trigeminus), přesněji větévkou jeho 3. větve (n. mandibularis) nervus mylohyoideus.
Protože je zadní bříško původem z 2. žaberního oblouku, je inervováno VII. hlavovým nervem, nervem lícním (n. facialis).